# Idaea microsaria
Idaea microsaria är en fjärilsart som beskrevs av Jean Baptiste Boisduval 1840. Idaea microsaria ingår i släktet Idaea och familjen mätare. Inga underarter finns listade i Catalogue of Life.